# جاستن هاريسون
جاستن هاريسون (بالإنجليزية: Justin Harrison)‏ هو لاعب اتحاد الرغبي أسترالي، ولد في 20 أبريل 1974 في سيدني في أستراليا.

## وصلات خارجية
- جاستن هاريسون على موقع دوري الرغبي الممتاز (الإنجليزية)
- جاستن هاريسون عل موقع إسبنسكروم (الإنجليزية)
- جاستن هاريسون على موقع ItsRugby.co.uk (الإنجليزية)